# كوسوجي تنغاي
كوسوجي تنغاي (باليابانية:小 杉 天 外، ولد في 7 نوفمبر 1865 - 1 سبتمبر 1952) كان إسماً مستعار للروائي في فترة ميجي، تايشو وشوا في اليابان. كان اسمه الحقيقي كوسوجي تاميزو. ويعتبر مؤسس حركة الطبيعة في الأدب الياباني الحديث.

## مصدر
- Campbell,، Alan. editor (1993). Japan:An Illustrated Encyclopedia. Kodansha. ISBN:406205938X. {{استشهاد بكتاب}}: |الأول= باسم عام (مساعدة)صيانة الاستشهاد: علامات ترقيم زائدة (link)
- Hijiya-Kirschnereit, Irmela. Rituals of self-revelation: shishōsetsu as literary genre and socio-cultural phenomenon. Harvard University Asia Center (1996). (ردمك 0-674-77319-5)

## وصلات خارجية
1. ↑  "معلومات عن كوسوجي تنغاي على موقع openlibrary.org". openlibrary.org. مؤرشف من الأصل في 2019-12-13.
2. ↑  "معلومات عن كوسوجي تنغاي على موقع viaf.org". viaf.org. مؤرشف من الأصل في 2017-01-24.
3. ↑  "معلومات عن كوسوجي تنغاي على موقع id.loc.gov". id.loc.gov. مؤرشف من الأصل في 2019-12-13.